# Pelia mutica
Pelia mutica is een krabbensoort uit de familie van de Epialtidae. De wetenschappelijke naam van de soort is voor het eerst geldig gepubliceerd in 1850 door Gibbes.